# Clematis crispa
Espèce
Classification phylogénétique
Clematis crispa est une espèce de plante grimpante ligneuse de la famille des Ranunculaceae originaire d'Amérique tempérée introduite en 1726. Elle fut décrite pour la première fois par Carl Von Linné en 1753 dans son ouvrage Species plantarum.

## Description
Liane ligneuse et caduque (haut : 3 m), aux rameaux légèrement pubescents. Feuilles opposées, uni- à bipennées, composées de 3-10 folioles lancéolés à linéaires (long : 3-10 cm, large : 0,5-4 cm). Fleurs solitaires et terminales, campanulées et pendantes, avec 4-6 sépales bleu violacé, lancéolés (long : 25-50 mm), à l'ovaire pubescent. Achènes pubescents, aux styles plumeux (long : 20-35 mm).
Cette plante, assez décorative, a été longtemps confondue avec d'autres espèces voisines; sa synonymie n'a rien de bien précis, certains botanistes lui ayant donné divers noms du groupe des Viorna.

## Synonymes
- Viorna crispa,
- Viorna obliqua
- Clematis Viticella crispa
- Clématite crispée